# Dar es Salaam (região)
Dar es Salaam é uma região da Tanzânia. Sua capital é a cidade de Dar es Salaam.

## Distritos
- Ilala
- Kinondoni
- Temeke